# Calções de linho do sumo sacerdote de Israel

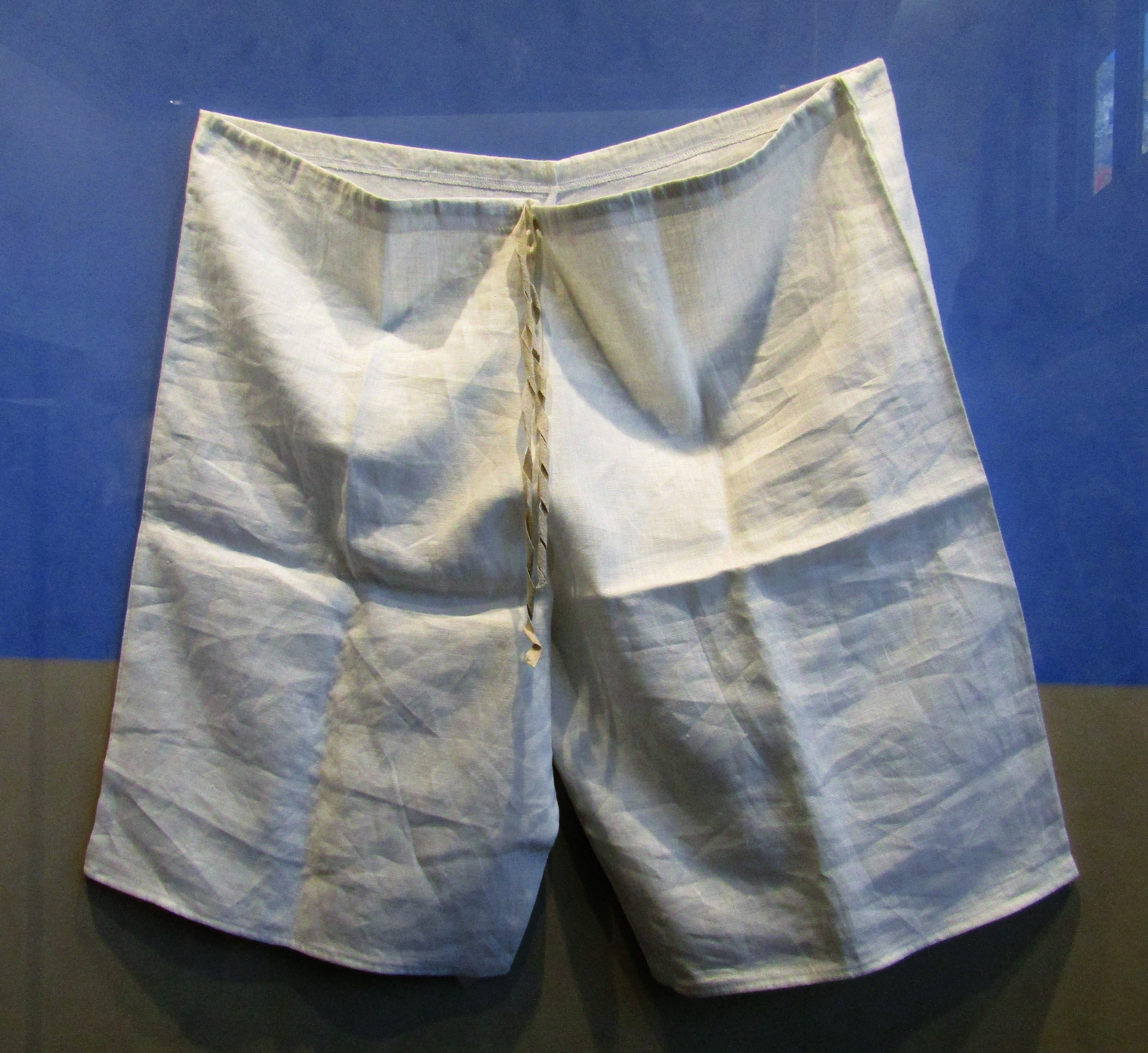
Calção sacerdotal de linho

As calças de linho (mikhnesei bahd) eram roupas usadas pelos sacerdotes e pelo Sumo Sacerdote de Israel no antigo Israel. Elas alcançavam desde a cintura até os joelhos e, portanto, não eram visíveis, sendo totalmente escondidas pela túnica.
A mandamento bíblica instituindo o seu uso é encontrada no livro do Êxodo 28:42
Faze-lhes também calções de linho, para cobrirem a carne nua; irão dos lombos até as coxas.
O versículo seguinte (Êxodo 28:43) não se aplica apenas ao michnasayim mas a todas as vestes sacerdotais:
E estarão sobre Arão e sobre seus filhos, quando entrarem na tenda da congregação, ou quando chegarem ao altar para ministrar no santuário, para que não levem iniquidade e morram; isto será estatuto perpétuo para ele e para a sua descendência depois dele.